# Melampyrum carpathicum
Melampyrum carpathicum är en snyltrotsväxtart som beskrevs av Schult.. Melampyrum carpathicum ingår i släktet kovaller, och familjen snyltrotsväxter. Inga underarter finns listade i Catalogue of Life.